# Liste der Flüsse in Western Australia

Flagge Westaustraliens

Die Liste der Flüsse in Western Australia gibt eine Übersicht aller Flüsse im australischen Bundesstaat Western Australia (deutsch Westaustralien, Abkürzung: WA).

## Flüsse
Legende: L = Länge in km; E = Einzugsgebiet in km²; Q = Quellhöhe; M = Mündungshöhe; F = Flusssystem; K = geografische Koordinaten der Quelle

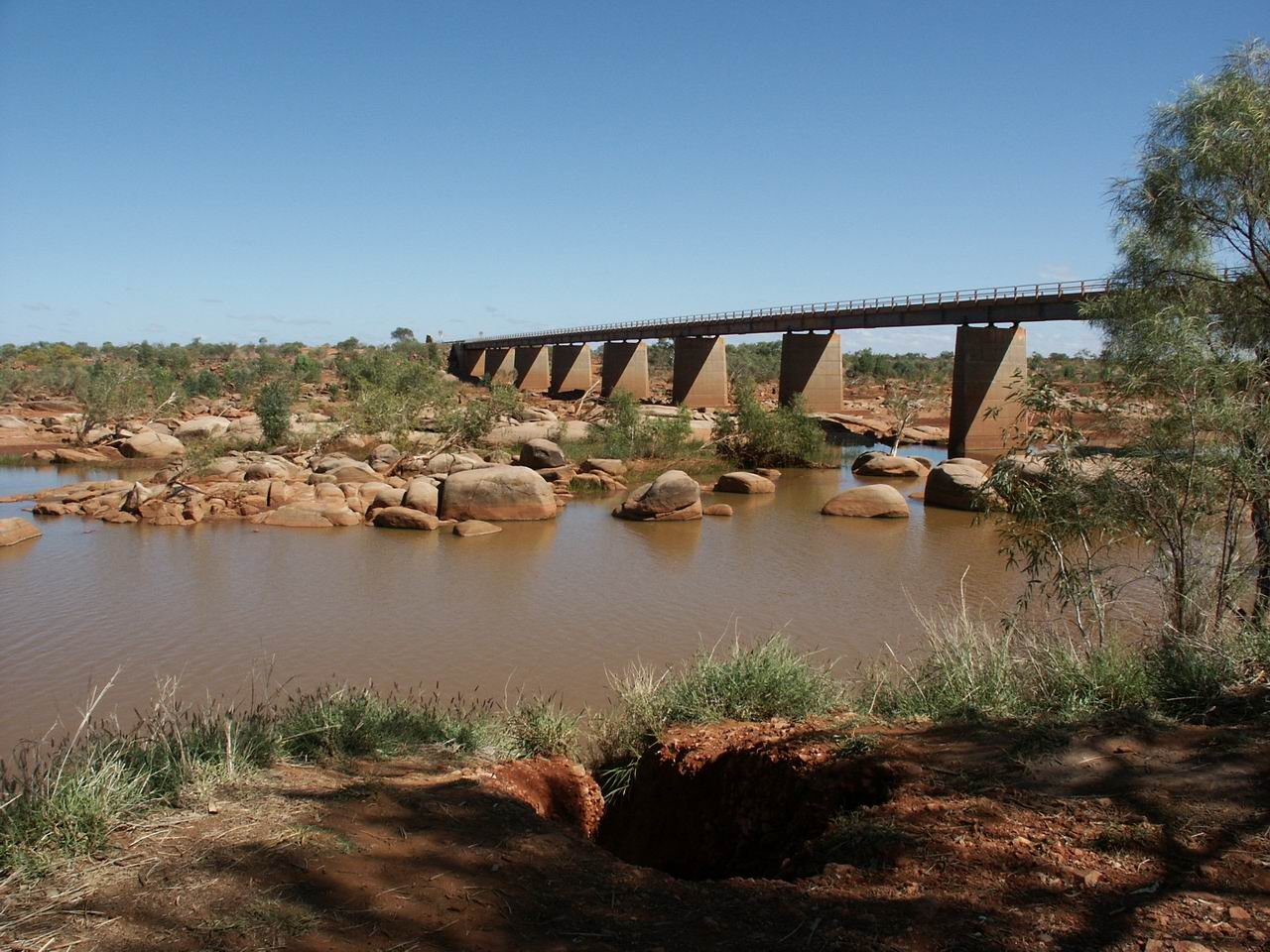
Ashburton River

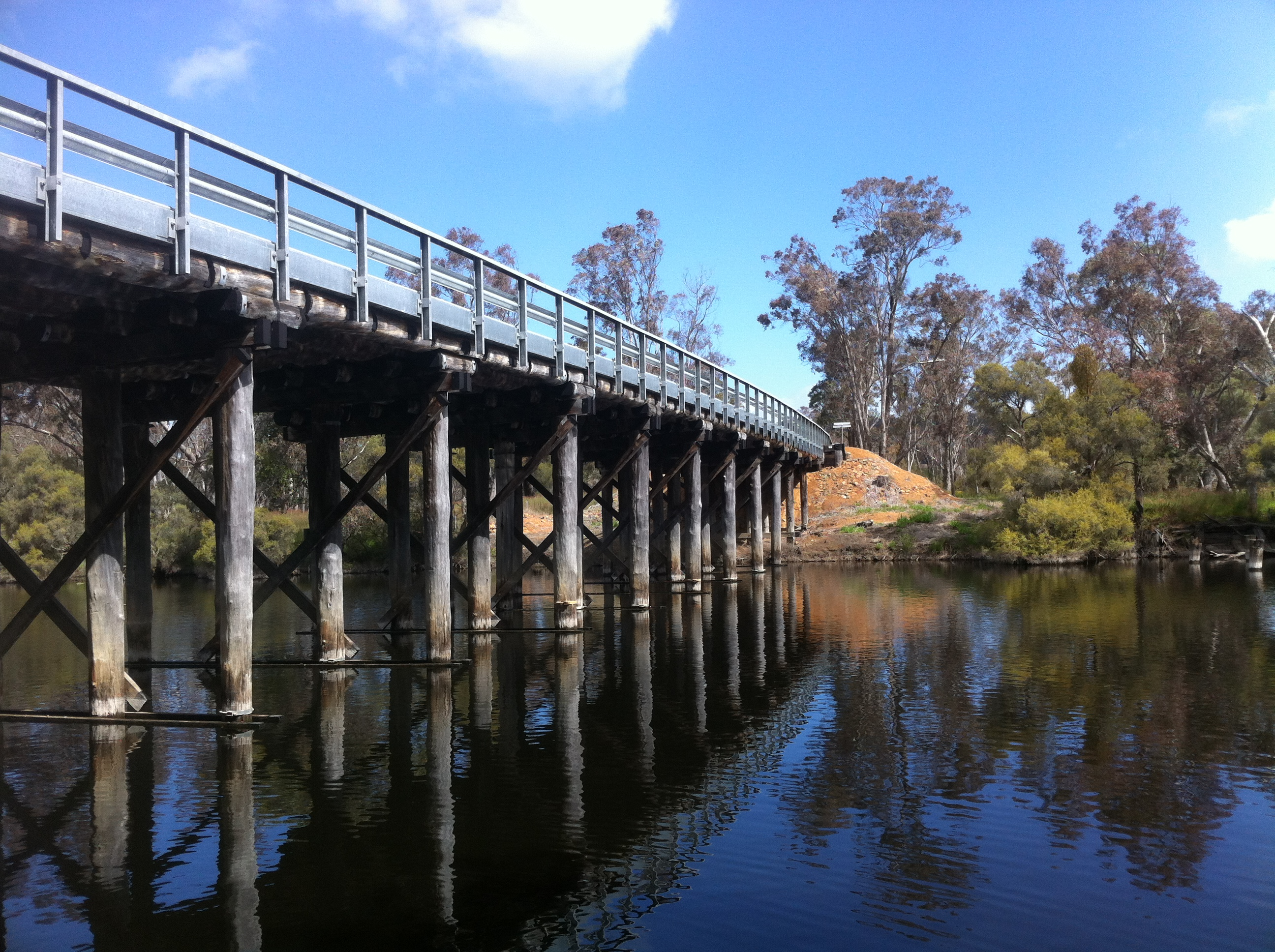
Brücke über Blackwood River

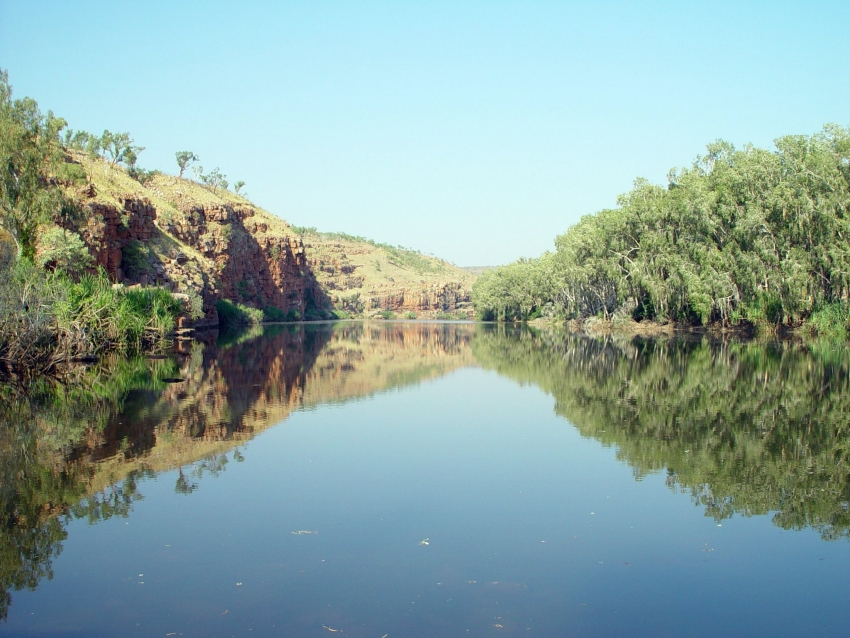
Chamberlain River

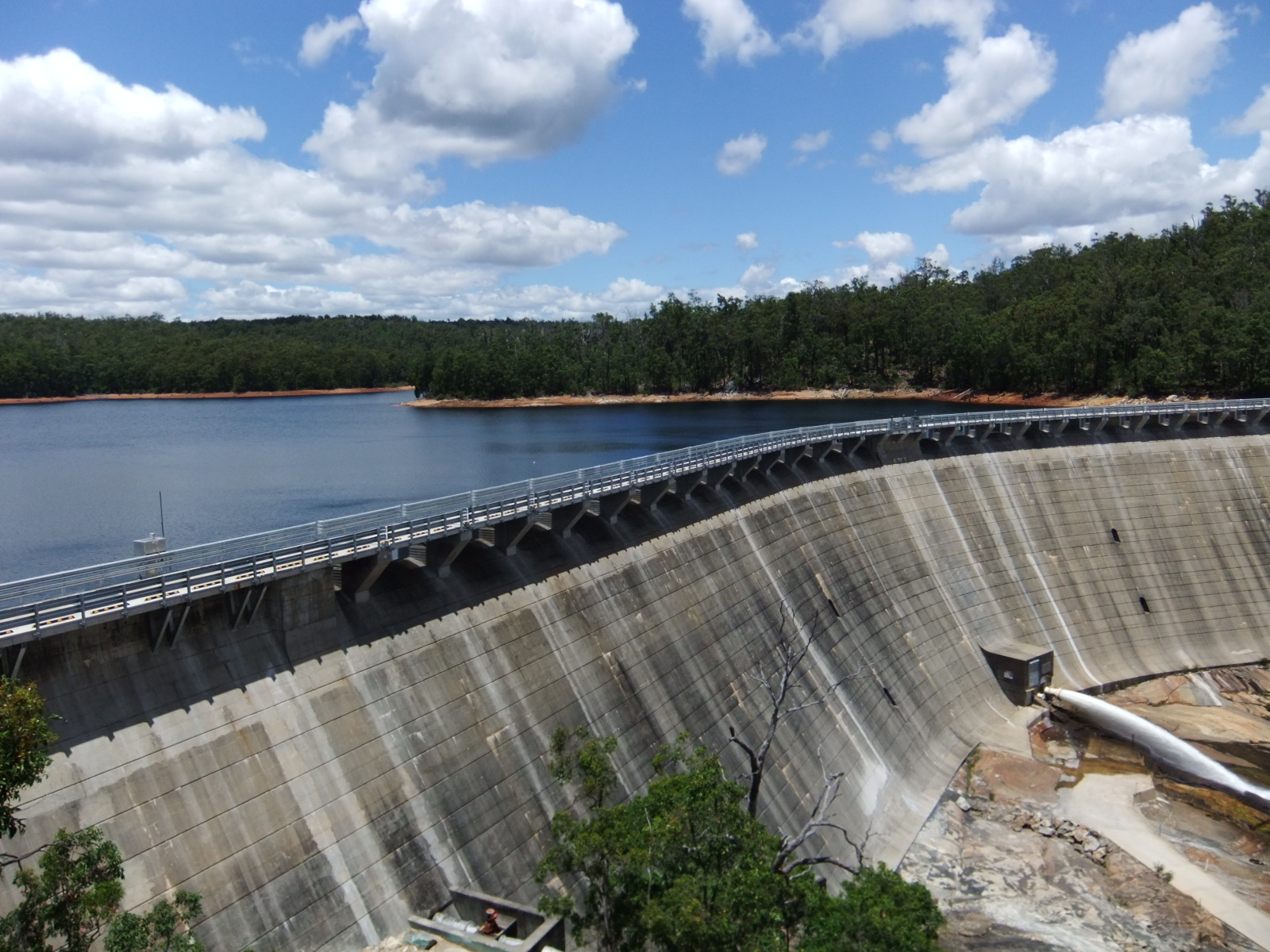
Collie River / Wellington Reservoir

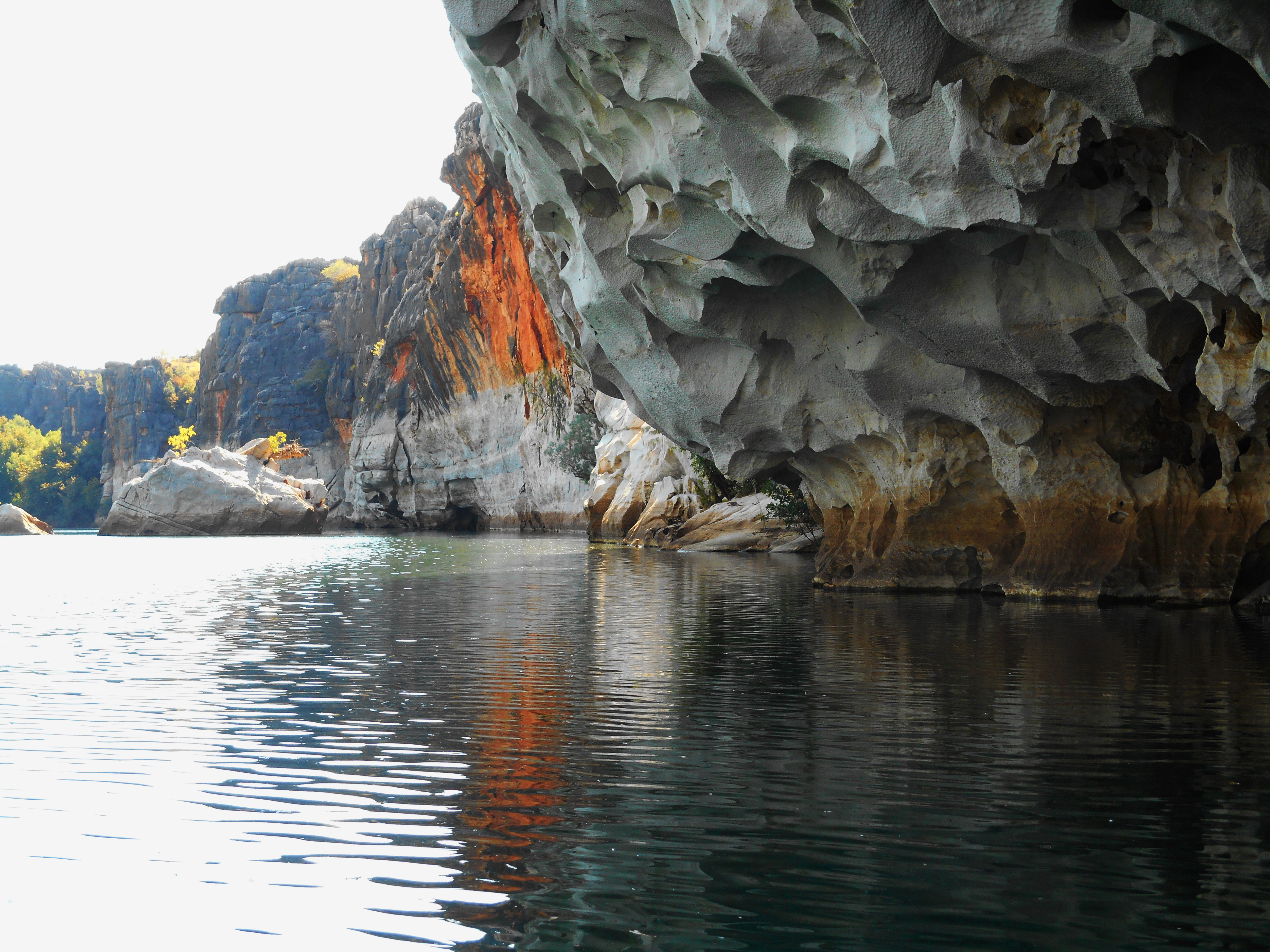
Fitzroy River

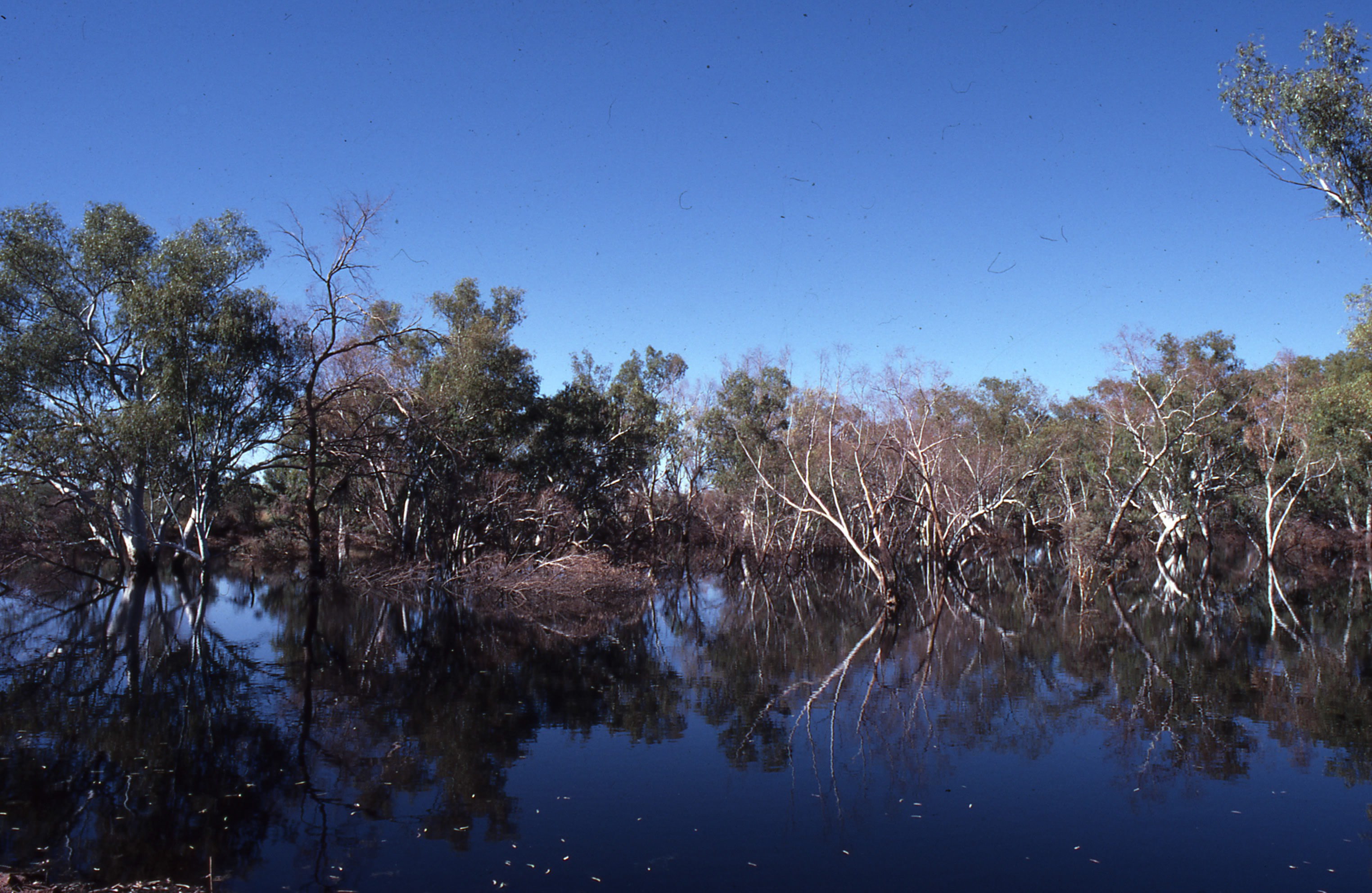
Der Ophthalmia-Stausee im Verlauf des Fortescue Rivers

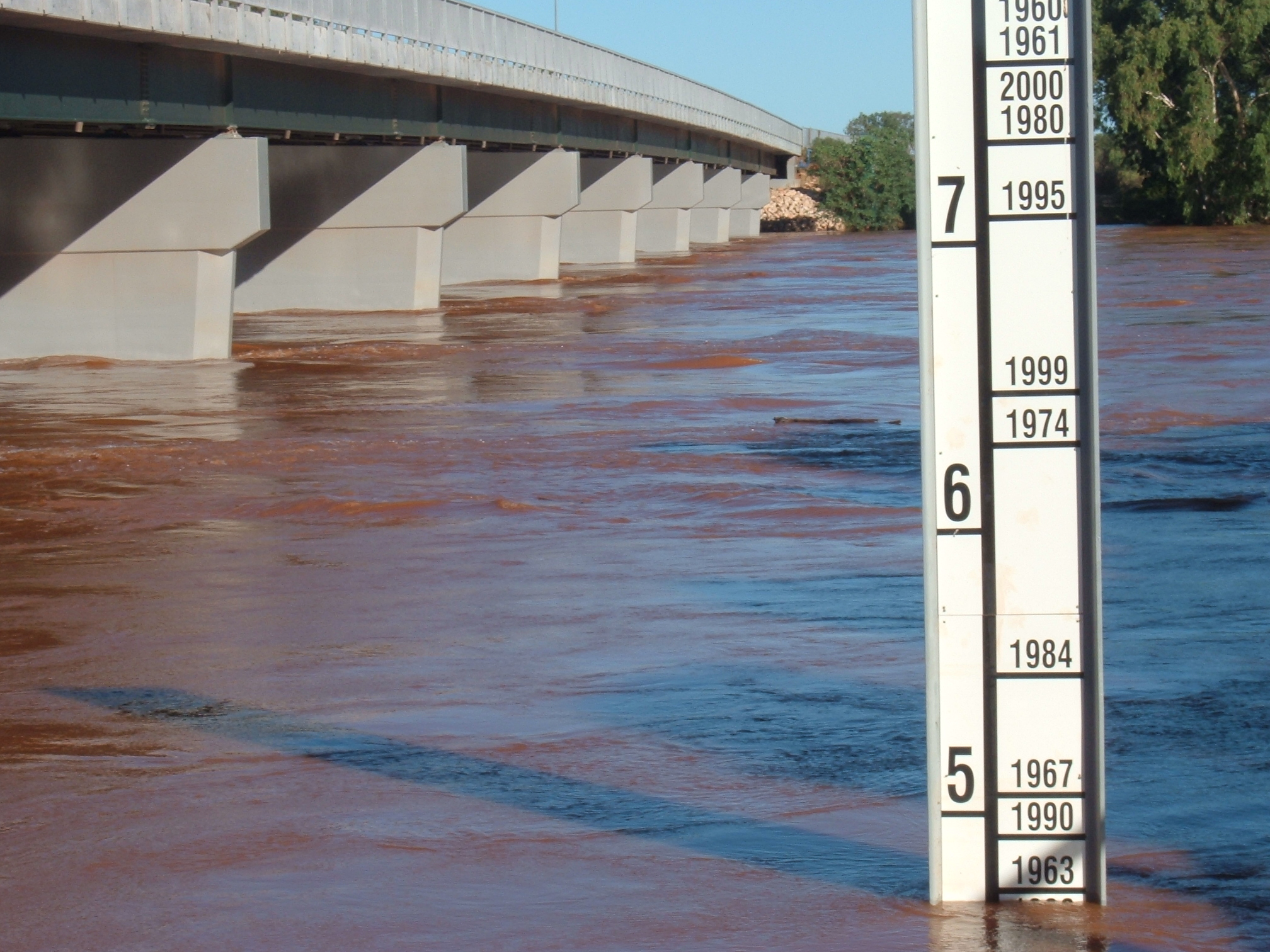
Pegel am Gascoyne River

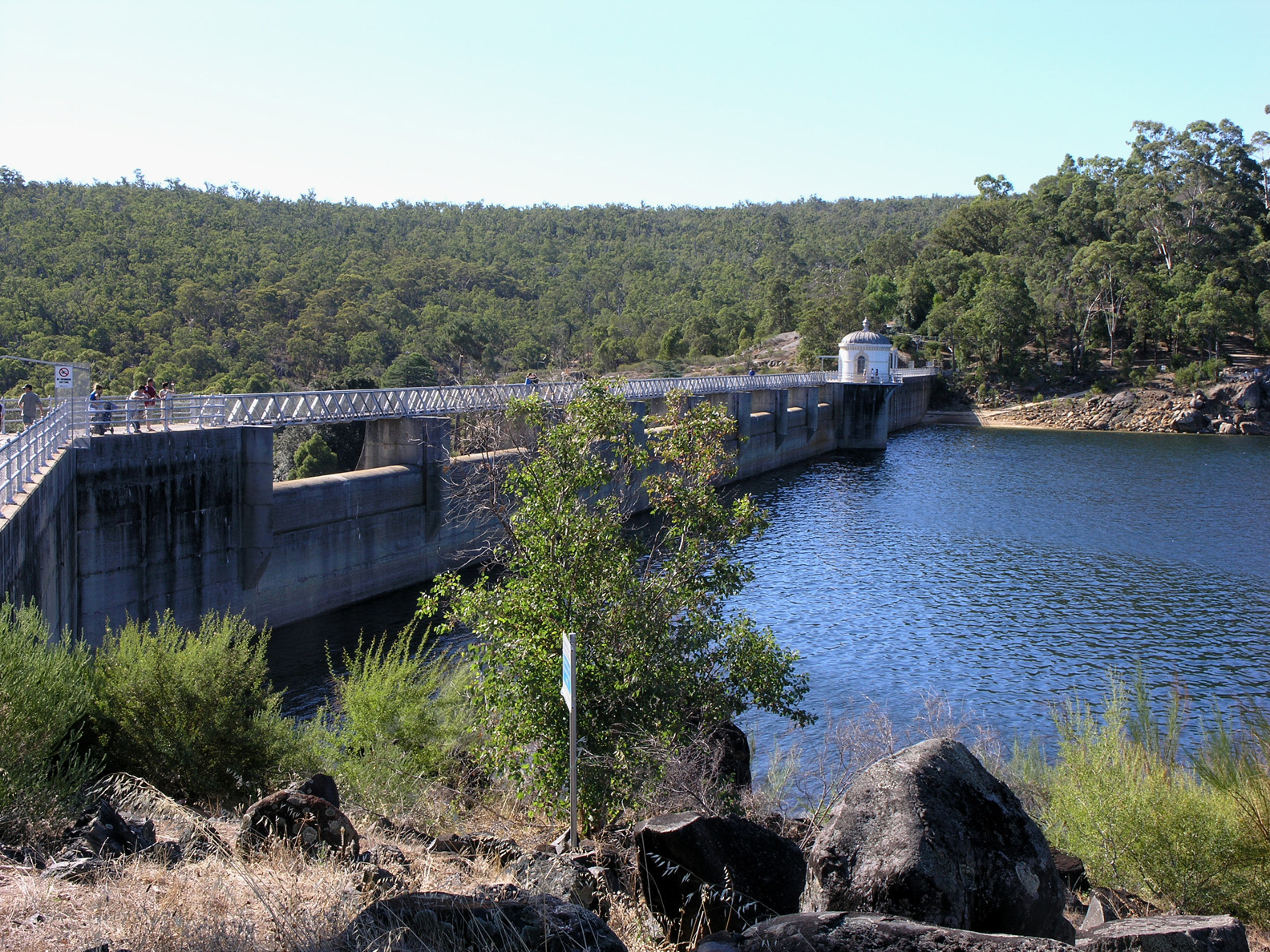
Helena River/Lake C.Y.O’Connor

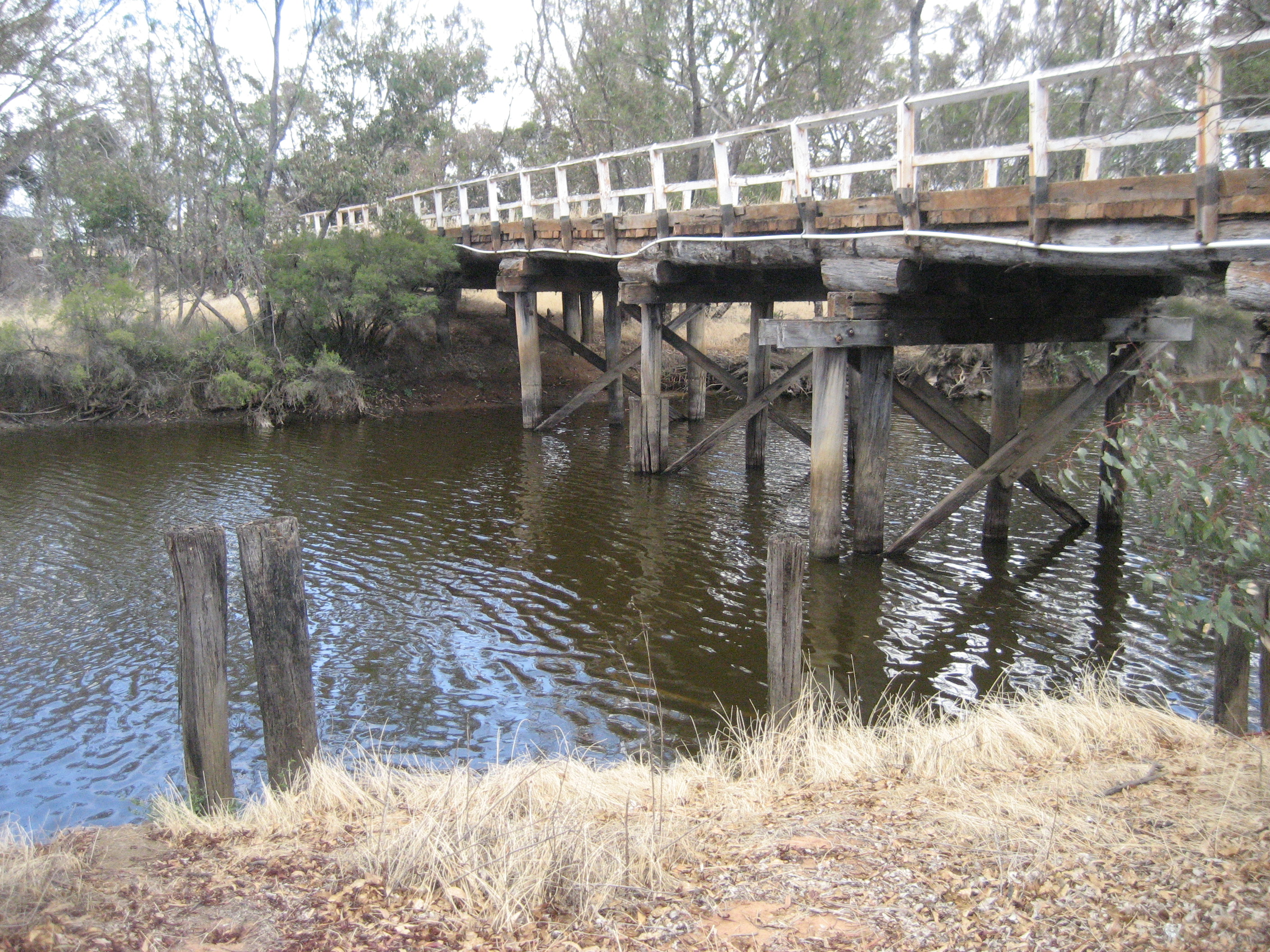
Hotham River

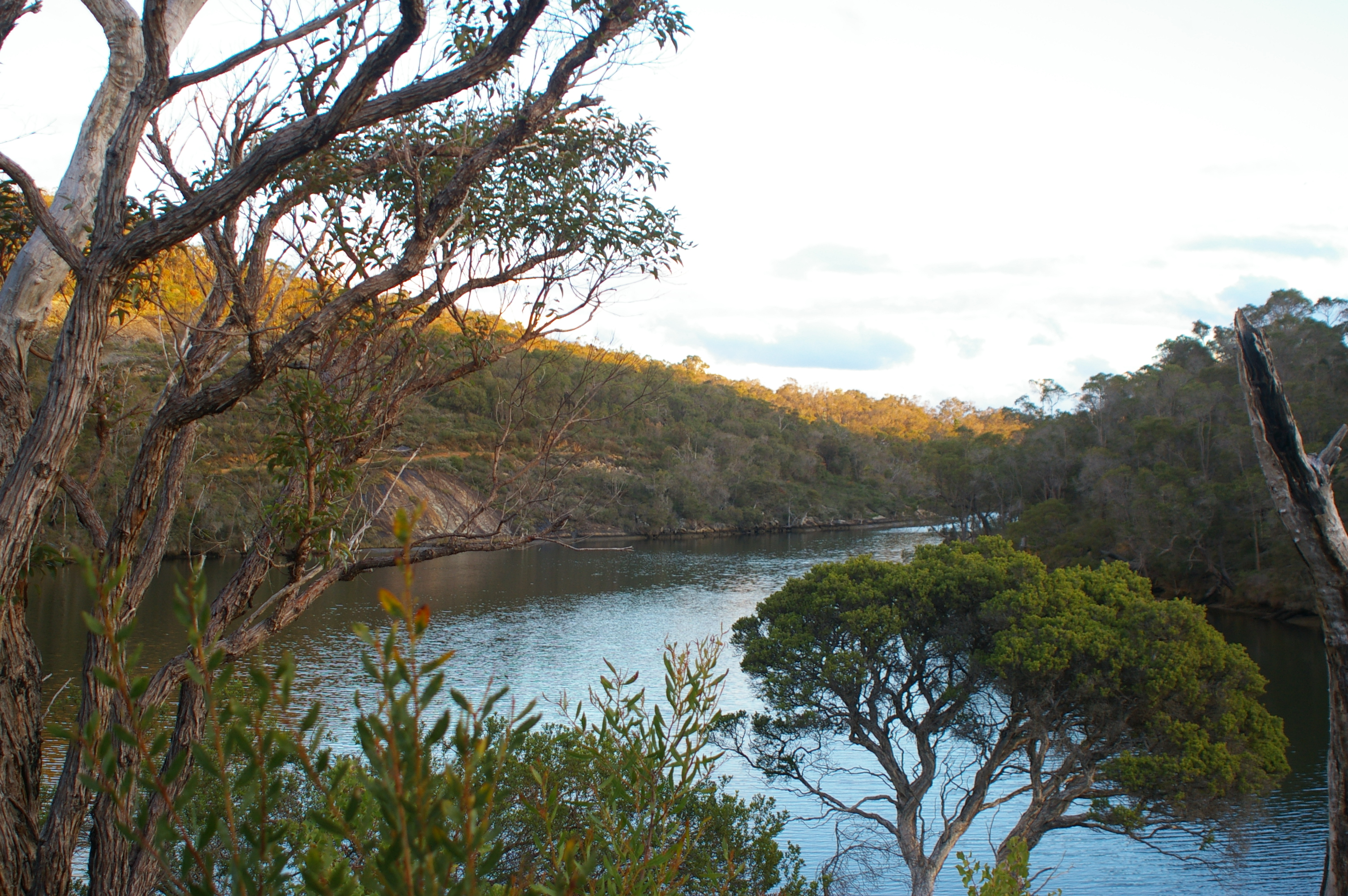
Mündung des Kalgan Rivers bei der Lower Kalgan Bridge

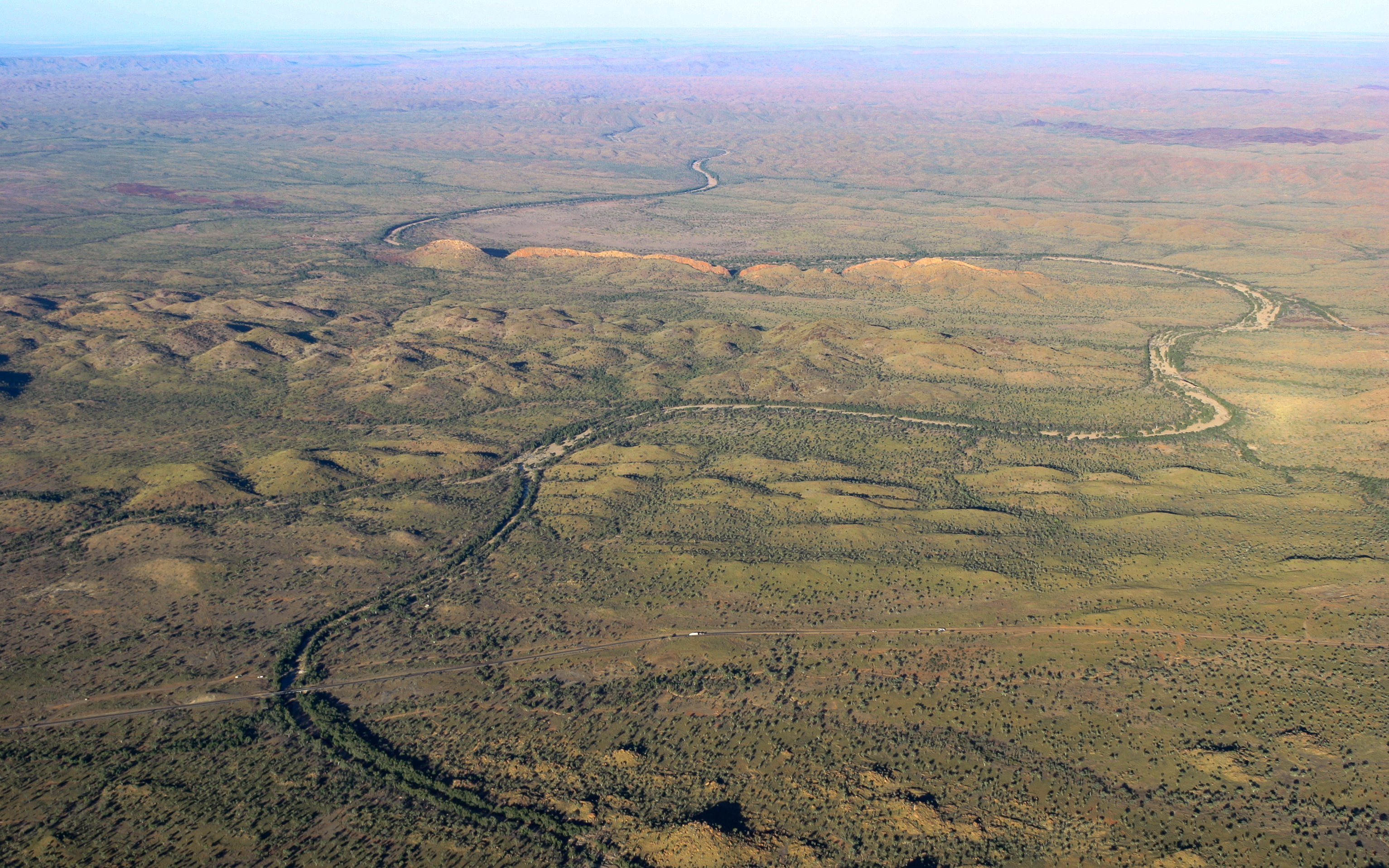
Zusammenfluss des Little Panton River (unten) und dem Upper Panton Rivers (links) zum Panton River (oben)

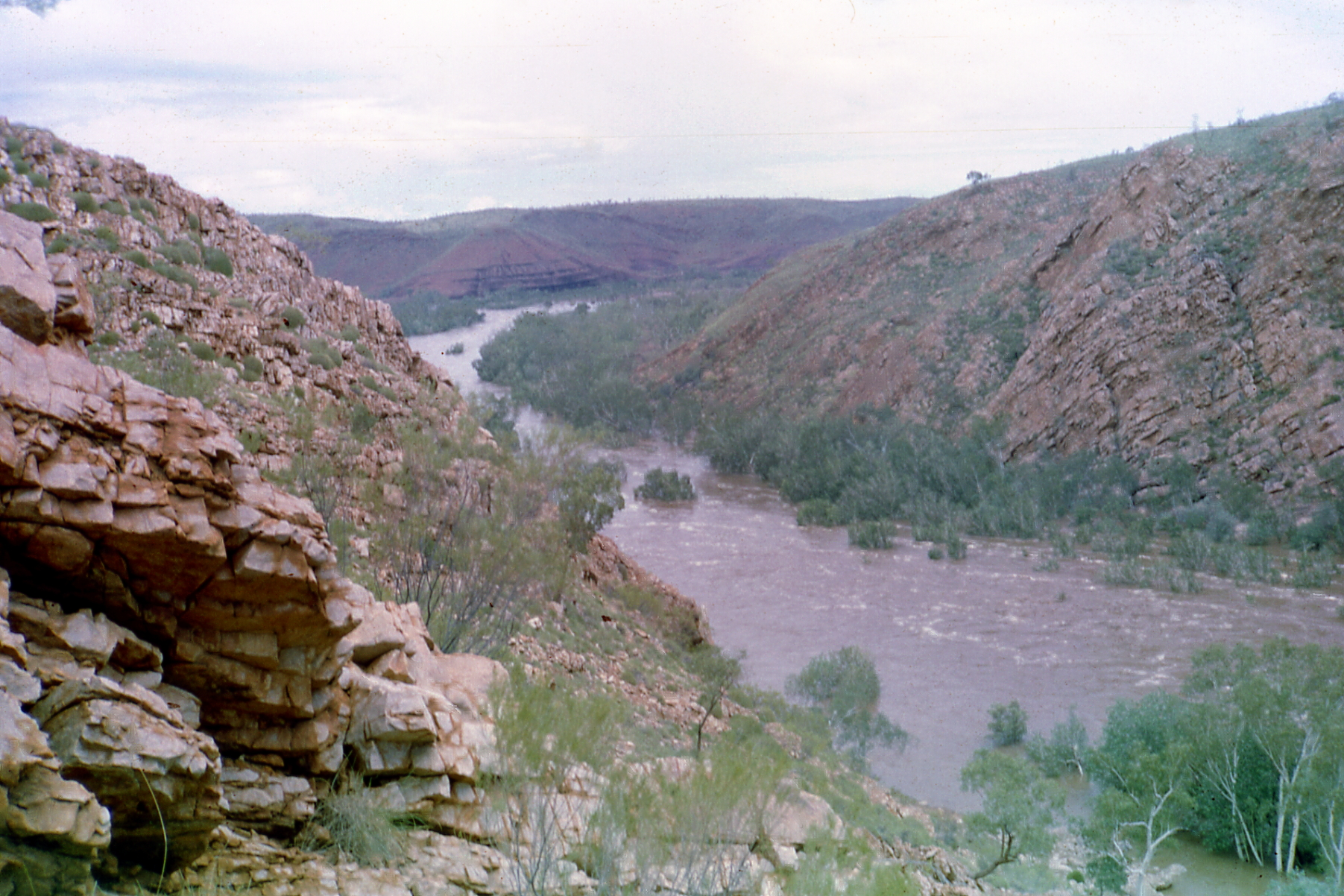
Margaret River (Fitzroy River)

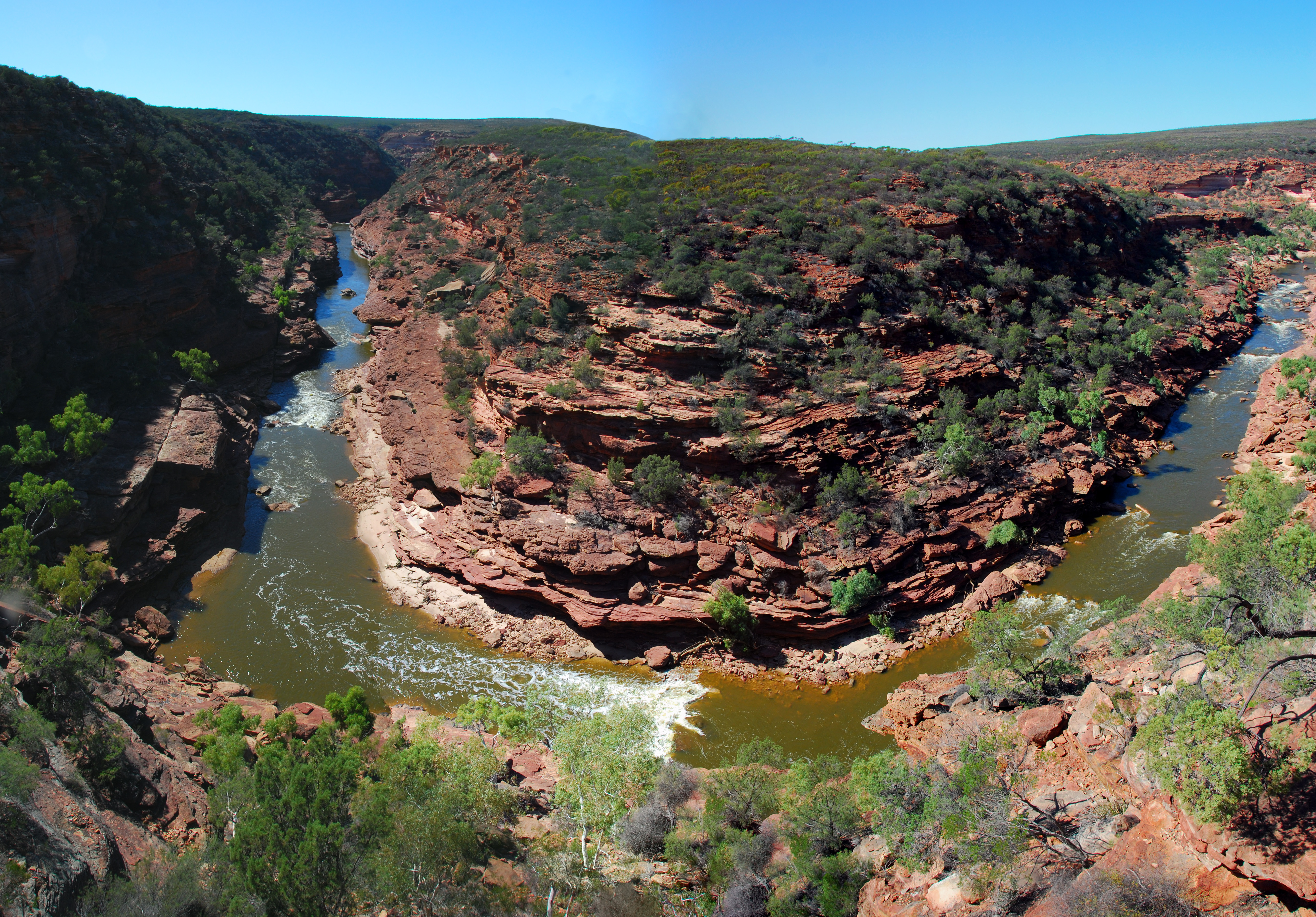
Murchison River

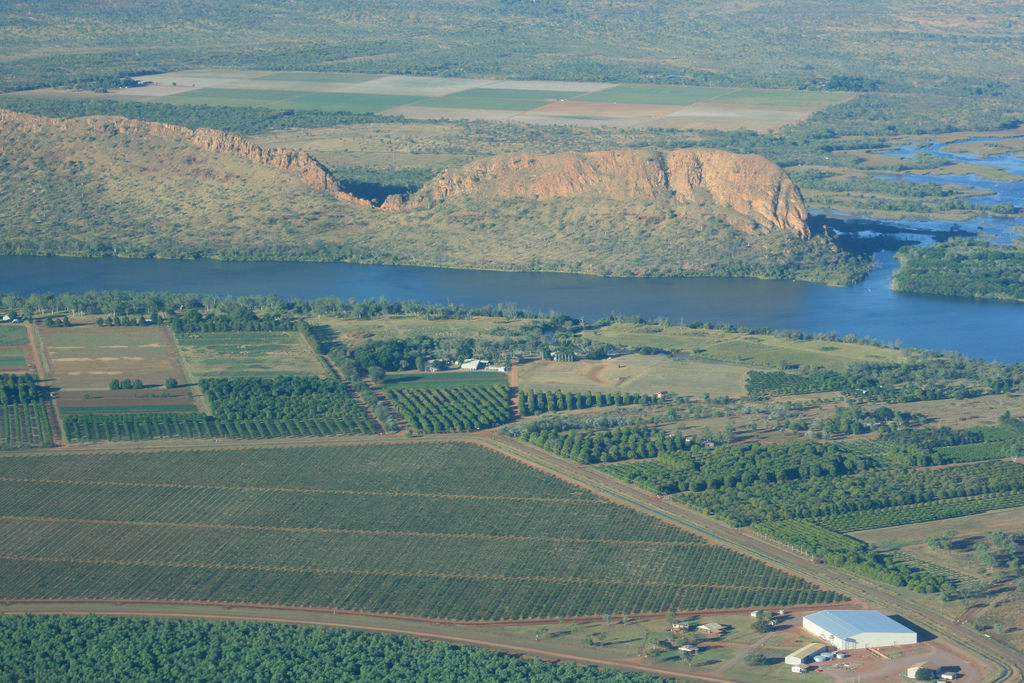
Ord River bei Kununurra

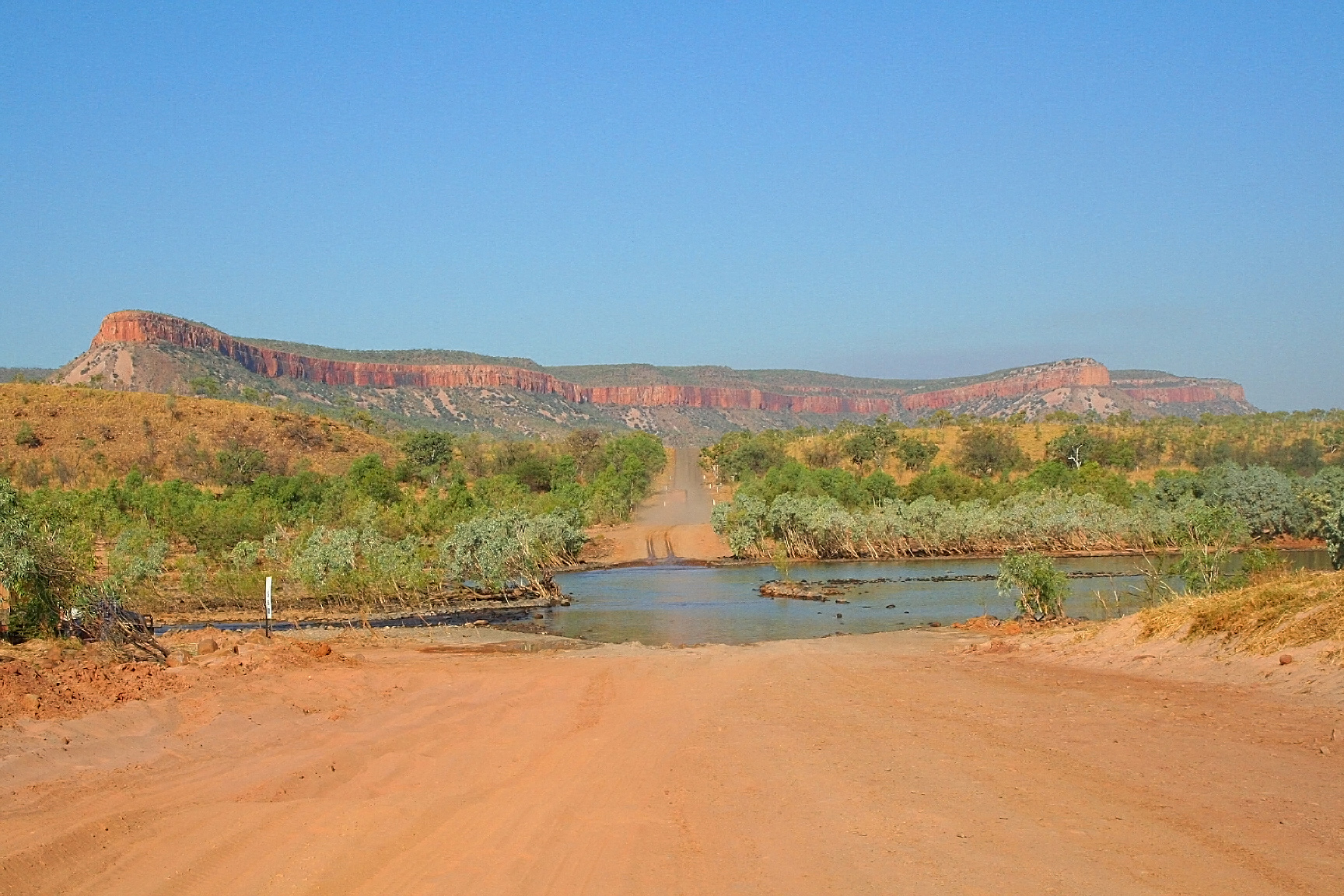
Pentecost River an der Furt Gibb River Road

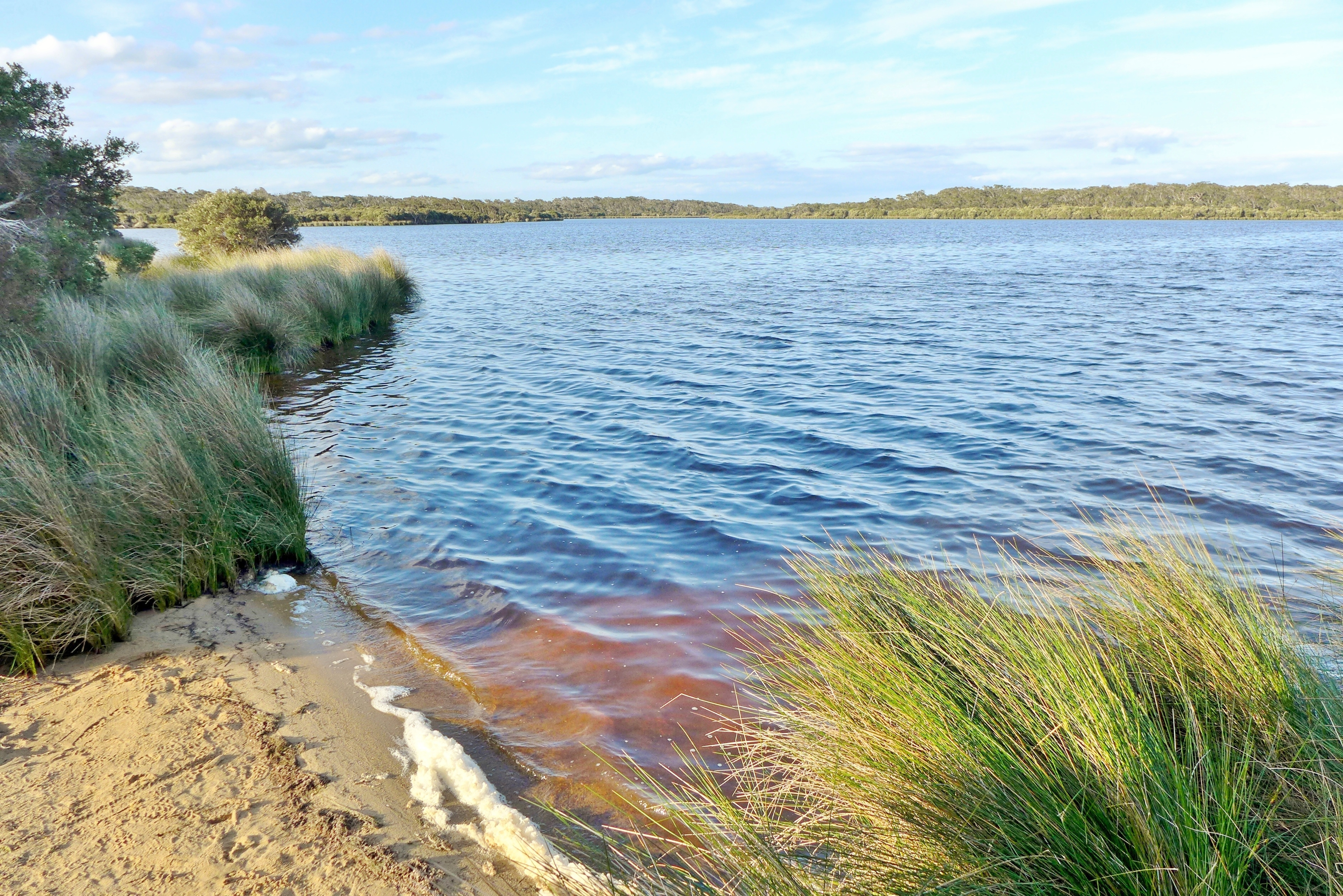
Scott River

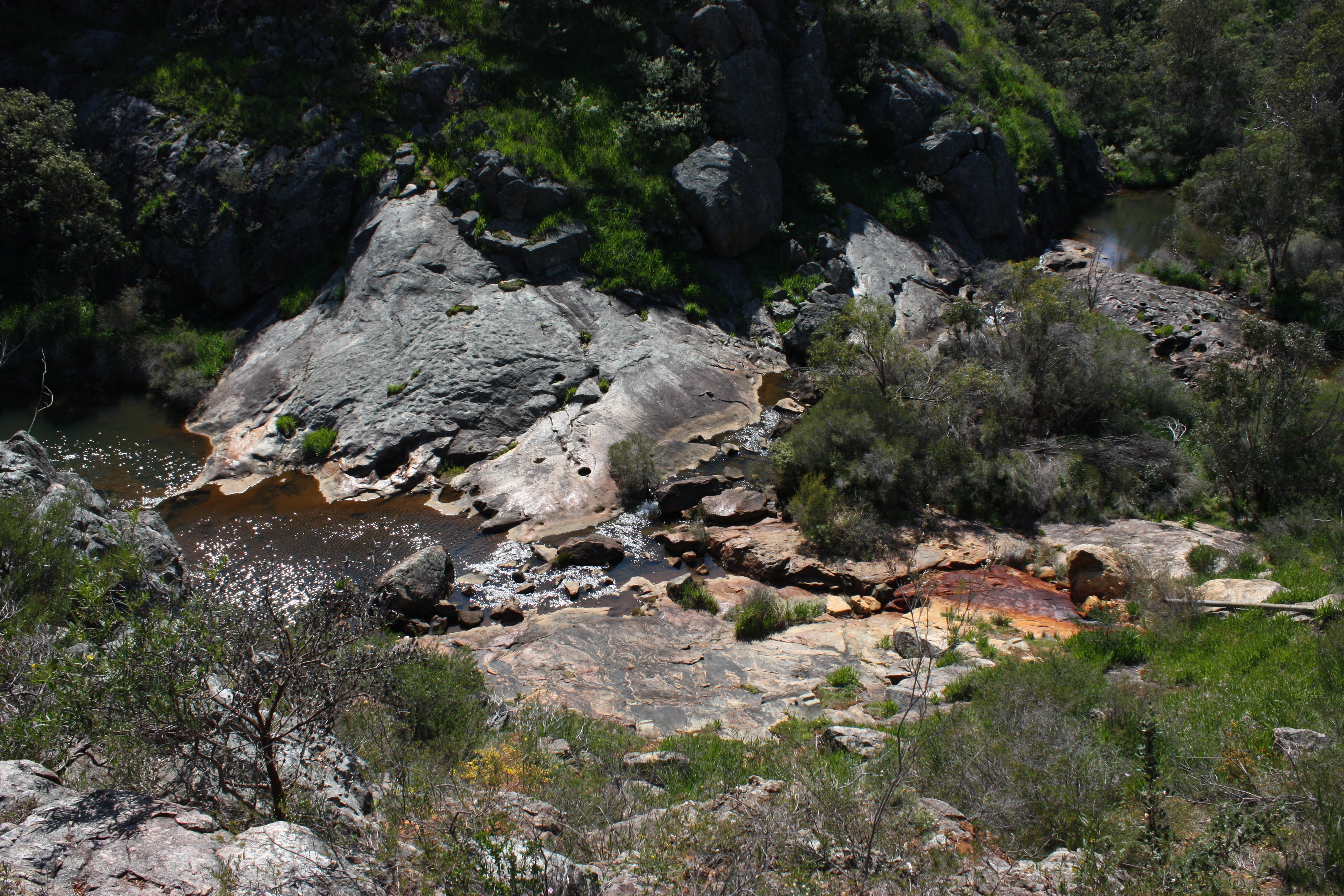
Serpentine River

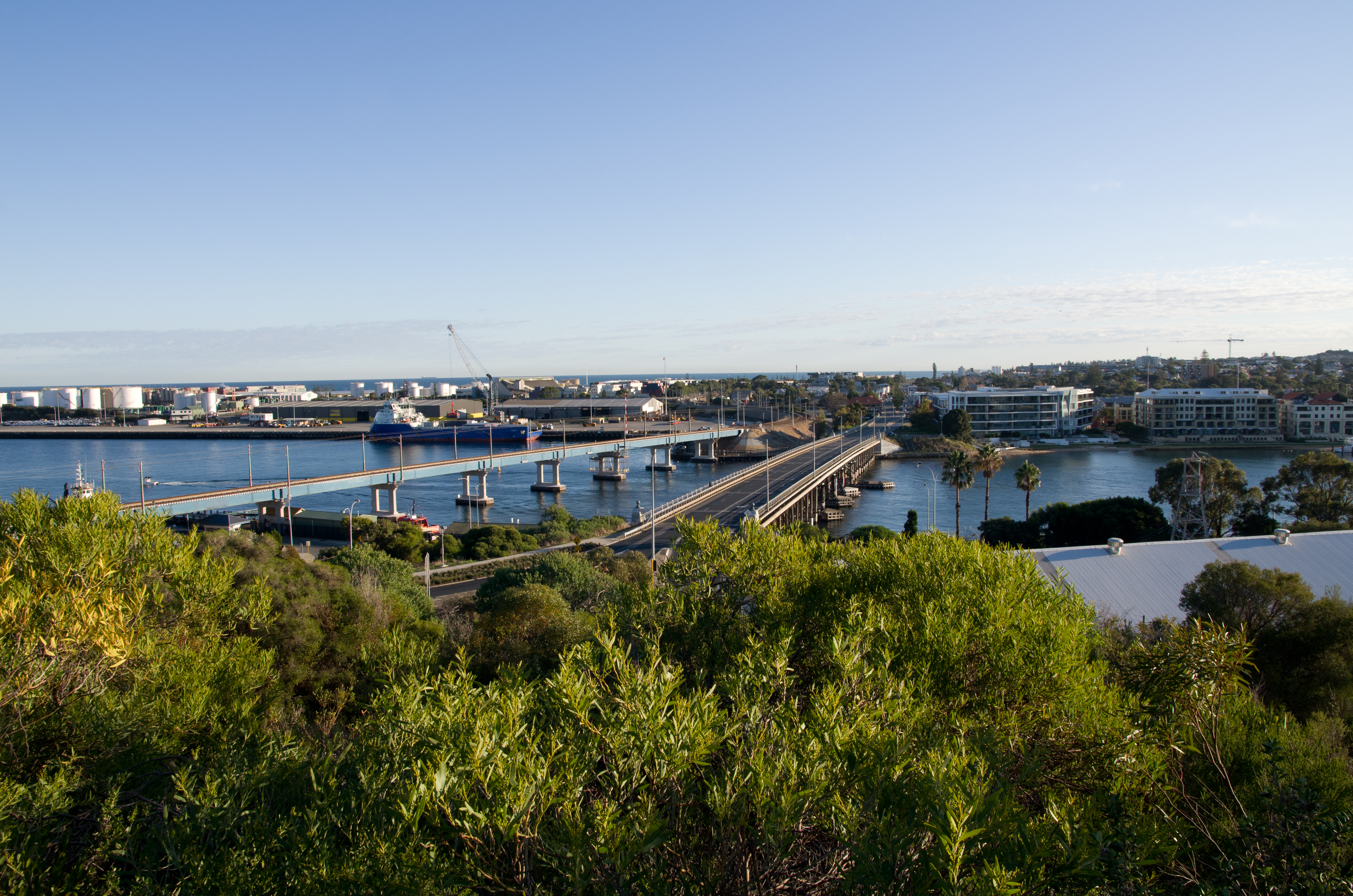
Swan River in Fremantle

| Name                         | L       | E       | Q   | M   | F                | K                                | Bemerkung/en |
| ---------------------------- | ------- | ------- | --- | --- | ---------------- | -------------------------------- | --- |
| Adcock River                 | 125,0   |         | 528 | 183 | Fitzroy River    | -17.41072864 125.906931          | benannt nach den Brüdern Charles und William Adcock aus Derby |
| Alma River                   | 26,6    |         | 319 | 271 | Gascoyne River   | -23.755833333333 115.75111111111 | |
| Angelo River                 | 202,0   |         | 922 | 297 | Ashburton River  | -23.333508 118.8258              | |
| Armanda River                | 27,5    |         | 403 | 322 | Ord River        | -18.10629 127.806008             | |
| Arthur River                 | 140,0   | 28.100  | 299 | 215 | Blackwood River  | -33.036388888889 117.43138888889 | |
| Ashburton River              | 825,0   | 66.850  | 724 | 0   | Ashburton River  | -23.973627 119.816623            | |
| Augustus River               | 6,1     |         | 259 | 205 | Collie River     | -33.220555555556 116.05333333333 | Der Fluss wurde 1830 von Gouverneur James Stirling nach Ernst August I., König von Hannover und Fürst von Braunschweig-Lüneburg, benannt; der König war 1813 Passagier der HMS Brazen, auf der Stirling Kapitän war                                                      |
| Avon River                   | 289,9   | 125.000 | 294 | 29  | Swan River       | -32.646666666667 117.56333333333 | durchfließt Lake Yealering, Nonalling Lake, Robins Pool, Jimperding Pool, Long Pool und Cobbler Pool |
| Balgarup River               | 68,8    | 82      | 372 | 215 | Blackwood River  | -33.970277777778 117.2575        | |
| Bannister River              | 43,7    |         | 329 | 209 | Murray River     | -32.629761583333 116.60547494444 | John Septimus Roe, Generalvermesser Westaustraliens, benannte den Fluss nach Kapitän Thomas Bannister, der diesen im Jahre 1832 entdeckte. |
| Barnett River                | 88,1    |         | 616 | 377 | Fitzroy River    | -16.4820242 126.123999           | |
| Beasley River                | 131,0   |         | 600 | 258 | Ashburton River  | -22.456289 117.565463            | benannt nach dem Landvermesser Thomas Beasley, der ihn in einem Bericht über seine Expedition 1885 erstmals erwähnte, vorher hieß dieser Fluss Turner River; durchfließt den Woongarra Pool (321 m ü. M.)                                                                |
| Beaufort River               | 61,5    | 1.565   | 262 | 228 | Blackwood River  | -33.646388888889 117.16888888889 | John Septimus Roe, der Generalvermesser von Western Australia, benannte im Jahre 1835 den Fluss nach seinem Freund, Sir Francis Beaufort, der als Hydrograph für die Admiralität arbeitete                                                                               |
| Behm River                   | 85,7    |         | 227 | 87  | Ord River        | -16.754455 129.173033            | durchfließt den Argyle-Stausee (87 m ü. M.); in alten Karten auch Behn River, benannt durch Andrew Forrest nach dem deutschen Geografen Ernst Behm |
| Bingham River                | 38,7    |         | 312 | 208 | Collie River     | -33.173055555556 116.52527777778 | |
| Black Elvire River           | 51,8    |         | 425 | 296 | Ord River        | -18.4185151 127.83526517         | |
| Blackwood River              | 383,0   | 28.100  | 215 | 0   | Blackwood River  | -33.683282 116.732397            | |
| Bow River                    | 147,0   |         | 509 | 87  | Ord River        | -17.216642 127.929518            | mündet in den Lake Argyle (87 m ü. M.) |
| Bow River                    | 22,0    | 119     | 110 |     |                  |                                  | |
| Brockman River               | 72,9    | 1.520   | 159 | 55  | Swan River       | -31.255 116.08777777778          | benannt nach William Locke Brockman, einem Siedler in der Gegend mit großem Landbesitz und Delegierten des Western Australia Legislative Council; durchfließt Lake Needoonga (139 m ü. M.) und Lake Chittering (116)                                                     |
| Brockman River               |         |         |     |     | Calder River     |                                  | |
| Brunswick River              | 43,3    |         | 233 | 5   | Collie River     | -33.184722222222 116.01916666667 | benannt nach Ernst August I., König von Hannover und Fürst von Braunschweig-Lüneburg |
| Buchanan River               | 34,7    |         | 345 | 283 | Blackwood River  | -33.119166666667 117.58361111111 | benannt nach dem Londoner Walter Buchanan, der in enger Verbindung mit der Swan River Colony stand. |
| Calder River                 | 99,0    |         | 356 | 0   | Calder River     |                                  | |
| Canning River                | 107,0   |         | 339 | 1   | Swan River       | -32.477777777778 116.46805555556 | durchfließt das Canning Reservoir |
| Castlereagh River            | 45,2    |         | 516 | 339 | Ord River        | -17.141939 127.847121            | |
| Chapman River                | 133,0   | 1.644   | 468 | 293 | Pentecost River  | -16.4613485 126.723803           | |
| Chapman River                |         |         |     |     | Chapman River    |                                  | |
| Chamberlain River            | 236,0   |         | 536 | 76  | Pentecost River  | -17.26431 127.142408             | |
| Cockeraga River              | 95,0    |         | 453 | 182 | Yule River       | -22.051944444444 118.78222222222 | durchfließt den Cangan Pool (220 m ü. M.) |
| Collie River                 | 158,5   | 3.745   | 293 | 0   | Collie River     | -33.327222222222 116.6525        | wird zum Wellington Reservoir (165 m ü. M.) gestaut |
| Coongan River                | 278,0   | 3.740   | 480 | 46  | De Grey River    | -22.090833333333 119.84055555556 | durchfließt den Mulyie Pool (48 m ü. M.) |
| Crossman River               | 23,8    |         | 260 | 217 | Murray River     | -32.898723 116.724064            | |
| Cunninghame River            | 83,2    |         | 109 | 80  | Fitzroy River    | -18.2629119 125.54064202         | durchfließt Woolwash Waterhole (92 m ü. M.), Babagadine Waterhole (85) und Biddy Biddy Waterhole (85) |
| Dale River                   | 74,2    |         | 374 | 189 | Swan River       | -32.316388888889 116.42638888889 | |
| Dandalup River               | 3,2     |         | 12  | 8   | Murray River     | -32.586666666667 115.89305555556 | |
| Darkin River                 | 46,1    |         | 301 | 134 | Swan River       | -32.173055555556 116.58388888889 | |
| Davis River                  | 145,0   |         | 482 | 269 | De Grey River    | -22.458333333333 120.41444444444 | durchfließt den Eel Pool (285 m ü. M.) |
| De Grey River                | 282,1   | 56.720  | 129 | 0   | De Grey River    | -20.700833333333 120.54916666667 | der Fluss ist nach Earl de Grey, ehemaliger Präsident der Royal Geographical Society, benannt |
| Dunham River                 | 132,0   | 1.631   | 180 | 30  | Ord River        | -16.642606 127.921515            | durchfließt das Flying Fox Waterhole (45 m ü. M.) |
| Durack River                 | 378,0   | 4.088   | 563 | 0   | Pentecost River  | -17.225414 127.198219            | benannt nach Michael Durack, einem Pionier der Kimberley-Region |
| East Strelley River          | 223,0   |         | 204 | 16  | De Grey River    | -21.129722222222 119.06166666667 | |
| Edmund River                 | 86,4    |         | 423 | 293 | Gascoyne River   | -23.545812 116.335165            | benannt ihn nach dem Admiral Edmund Lyons |
| Ernest River                 | 12,7    |         | 312 | 232 | Collie River     | -33.2027795 116.064175           | benannt nach Ernst August I. von Hannover |
| Ernest River                 | 68,0    |         | 360 | 113 |                  |                                  | |
| Elvire River                 | 138,0   |         | 482 | 209 | Ord River        | -18.110613 127.625742            | benannt nach der Frau des Entdeckers und Politikers John Forrest |
| Ethel River                  | 90,8    |         | 561 | 394 | Ashburton River  | -24.740555555556 118.68277777778 | |
| Ferguson River               | 36,0    |         | 162 |     |                  |                                  | |
| Fish River                   |         |         |     |     |                  |                                  | |
| Fitzroy River                | 656,0   | 93.829  | 486 | 0   | Fitzroy River    | -17.408796 127.184916            | durchfließt den Alligator Pool (116 m ü. M.), Broken Wagon Pool (20), Chestnut Pool (20), Tumblegoodine Pool (12), Jarrananga Pool (6) und Snag Pool (6) |
| Forrest River                | 141,0   |         | 319 | 0   | Forrest River    |                                  | benannt nach dem Entdecker und Politiker John Forrest |
| Fortescue River              | 1.030,2 | 49.759  | 602 | 0   | Fortescue River  | -23.742777777778 119.55944444444 | durchfließt den Ophthalmia-Stausee (515 m ü. M.), den Fourteen Mile Pool (413), Mungthannannie Pool (399), Mootana Pool (340), Upper Walloona Pool (333), Deep Reach Pool (298), Crossing Pool (293), Mungowarra Pool (80) und den Tarda Pool (55)                       |
| Forth River                  |         |         |     |     |                  |                                  | |
| Fox River                    | 31,5    |         | 355 | 290 | Ord River        | -18.4585014 128.05135318         | |
| Frank River                  | 42,1    |         | 432 | 224 | Ord River        | -17.257138 128.213525            | |
| Frankland River              | 162,0   | 5.722   | 215 |     |                  |                                  | |
| Frederic River               | 6,2     |         | 266 | 201 | Collie River     | -33.255 116.02611111111          | |
| Frederick River              | 89,0    |         | 488 | 357 | Gascoyne River   | -23.959666 117.163424            | |
| Gascoyne River               | 978,1   | 26.381  | 514 | 0   | Gascoyne River   | -24.7676879 116.26159469         | längster Fluss in Western Australia; durchfließt den Tibingoona Pool (506 m ü. M.), Bibbingoona Pool (496), Nungamarra Pool (483), Mibbley Pool (450), Mutherbukin Pool (301), Beelu Pool (229), Bilyarra Pool (226), Piddendoora Pool (154) und den Gnardune Pool (132) |
| Gervase River                | 4,2     |         | 248 | 165 | Collie River     | -33.328888888889 115.98888888889 | mündet in das Wellington Reservoir (165 m ü. M.) |
| Glenelg River                | 89,0    |         | 227 | 0   | Glenelg River    |                                  | |
| Gliddon River                | 69,0    |         | 366 | 206 | Fitzroy River    | -18.3919481 126.95581696         | |
| Gordon River                 | 121,0   | 4.652   | 344 | 207 | Frankland River  |                                  | |
| Hamilton River               | 14,1    |         | 294 | 165 | Collie River     | -33.255277777778 116.08138888889 | mündet in das Wellington Reservoir (165 m ü. M.) |
| Hann River                   | 233,0   |         | 594 | 252 | Fitzroy River    | -16.247638 126.011267            | nach dem Entdeckungsreisenden Frank Hann benannt |
| Hardey River                 | 253,0   |         | 724 | 140 | Ashburton River  | -22.787577 117.764111            | nach dem Kolonisten der Swan River Colony J. Hardey benannt |
| Harris River                 | 47,8    |         | 334 | 201 | Collie River     | -33.146111111111 116.40972222222 | durchfließt den Ballingall-Stausee (231 m ü. M.) |
| Harvey River                 | 90,0    | 2.000   |     |     |                  |                                  | |
| Hay River                    | 80,0    | 1.298   | 225 |     | Hay River        |                                  | |
| Helena River                 | 78,1    |         | 300 | 3   | Swan River       | -31.956944444444 116.60027777778 | durchfließt den Lake C.Y.O’Connor und das Pipehead Reservoir |
| Henry River                  | 134,0   |         | 308 | 98  | Ashburton River  | -23.644681 115.977144            | |
| Hillman River                | 47,1    |         | 351 | 234 | Blackwood River  | -33.237777777778 116.57416666667 | |
| Hope River                   | 91,2    |         | 446 | 431 | Murchison River  | -26.600193 118.142796            | „entspringt“ dem Lake Annean (446 m ü. M.), durchfließt Berrin Pool, (424), Kilekilegunna Pool (418) und Yalgar Pool (413) |
| Hotham River                 | 171,0   |         | 399 | 181 | Murray River     | -32.899166666667 117.20583333333 | nach dem britischen Vizeadmiral Sir Henry Hotham benannt |
| Hunter River                 |         |         |     |     |                  |                                  | |
| Impey River                  | 12,8    |         | 317 | 291 | Murchison River  | -26.838888888889 116.38527777778 | benannt nach dem Geologen Sir Roderick Impay Murchison |
| Johnston River               | 43,2    |         | 358 | 281 | Ord River        | -18.614281 127.934024            | benannt nach dem Landvermesser Harry Johnston, der den Fluss 1884 vermaß |
| Jones River                  |         |         |     |     |                  |                                  | |
| Kalgan River                 | 108,0   | 2.562   | 199 | 0   | Kalgan River     | -34.521388888889 117.63361111111 | durchfließt Meriwardelup Pool und Noorubup Pool |
| King River                   | 132,0   |         | 387 | 0   | King River       |                                  | |
| King River                   | 27,0    | 402     | 72  | 0   | King River       |                                  | |
| Landor River                 | 31,8    |         | 383 | 346 | Gascoyne River   | -25.4833 116.666129              | |
| Laura River                  | 98,6    |         | 409 | 286 | Fitzroy River    | -18.513564 127.21187186          | 1864 nach der Nichte des obersten Landesvermessers John Forrest, Laura Louise Forrest, benannt |
| Little Darkin River          | 13,2    |         | 417 | 138 | Swan River       | -32.111388888889 116.29111111111 | durchfließt den Lake C.Y.O’Connor |
| Little Fitzroy River         | 58,4    |         | 500 | 337 | Fitzroy River    | -17.27351605 126.92952409        | |
| Little Gold River            | 128,1   |         | 446 | 193 | Fitzroy River    | -17.56652666 127.16232988        | |
| Little Panton River          | 36,6    |         | 469 | 339 | Ord River        | -17.955470294 127.6937791        | |
| Louisa River                 | 84,7    |         | 232 | 147 | Fitzroy River    | -18.4983633 126.4671195          | |
| Lunenburgh River             | 9,0     |         | 187 | 78  | Collie River     | -33.265277777778 115.985         | 1830 nach Ernst August I., König von Hannover und Fürst von Braunschweig-Lüneburg, benannt |
| Lyons River abor.: Mithering | 561,2   |         | 535 | 137 | Gascoyne River   | -24.461944444444 117.59          | durchfließt den Cattle Pool (376 m ü. M.), Edithana Pool (345), Windarrie Pool (312), Bubbawonarra Pool (251) und den Wongarrie Pool (246) |
| Mackie River                 | 45,1    |         | 336 | 180 | Swan River       | -32.0475 117.14083333333         | |
| Margaret River               | 399,1   |         | 498 | 113 | Fitzroy River    | -17.888376 127.521265            | nach Margaret Elvire Forrest, der Frau des damaligen Premierministers Westaustraliens, John Forrest, benannt |
| Margaret River               |         |         |     |     |                  |                                  | |
| Mary River                   | 102,1   |         | 465 | 253 | Fitzroy River    | -18.452947 127.580359            | |
| Matilda River                | 4,8     |         | 274 | 134 | Collie River     | -33.294444444444 115.96444444444 | |
| Minnie River                 | 34,2    |         | 30  | 10  | Fitzroy River    | -17.924312 123.735874            | durchfließt den Lulika Pool (12 m ü. M.) |
| Mitchell River               |         |         |     |     |                  |                                  | |
| Moore River                  | 193,1   | 13.540  | 162 | 0   | Moore River      | -30.565157 116.1822523           | benannt nach seinem Entdecker George Fletcher Moore |
| Mortlock River               | 80,9    | 16.800  | 249 | 146 | Swan River       | -31.866944444444 117.16583333333 | nach seinem Entdecker, dem Landvermesser Henry Mortlock Ommanney, benannt |
| Murchison River              | 1.131,1 | 82.000  | 521 | 0   | Murchison River  | -25.867777777778 118.86722222222 | durchfließt 13 Wasserlöcher und Seen, nach dem schottischen Geologen Roderick Murchison benannt |
| Murray River                 | 134,0   |         | 187 | 0   | Murray River     | -32.975555555556 116.39805555556 | nach dem Staatssekretär im Kolonialministerium in London, Sir George Murray benannt |
| Negri River                  | 100,0   |         | 259 | 119 | Ord River        | -17.582012 129.32637             | |
| Nicholson River              | 139,0   |         | 388 | 167 | Ord River        | -17.838911 129.12981             | |
| Nullagine River              | 296,0   | 876     | 500 | 129 | De Grey River    | -22.245833333333 119.91722222222 | durchfließt Garden- (388 m ü. M.), Blue Bar- (289), Pelican- (241), Rock- (221), Tumbinna- (210), Rocky- (183) und Cordooin Pool (141) |
| Oakover River                | 398,2   | 16.383  | 595 | 129 | De Grey River    | -23.114166666667 121.05138888889 | durchfließt den Upper Tarra Tarra-, Tooncoonaragee-, Carawine-, Upper Carawine-, Midgengadge-, Yilgalong-, Cooracoorawine-, Chukuwalyee-, Calbine-, Toombingidgee-, Yulading- und Ngumberamooring Pool                                                                   |
| O’Donnell River              | 156,8   |         | 476 | 188 | Fitzroy River    | -17.6793363 127.53613515         | durchfließt den Fig Tree Pool |
| Ord River                    | 613,0   | 46.100  | 531 | 0   | Ord River        | -17.41674 127.345912             | durchfließt Lake Argyle (ab hier schiffbar) und Lake Kununurra |
| Ord River                    | 26,2    |         | 399 | 391 | Murchison River  | -25.944166666667 117.73166666667 | |
| Otho River                   | 6,8     |         | 258 | 185 | Collie River     | -33.322777777778 115.99805555556 | |
| Panton River                 | 99,3    |         | 339 | 176 | Ord River        | -17.879444444444 127.84472222222 | |
| Pentecost River              | 118,0   | 29.413  | 248 | 0   | Pentecost River  | -15.9725244 127.929012           | |
| Perup River                  | 70,9    |         | 316 | 130 | Warren River     |                                  | |
| Portland River               | 51,5    |         | 341 | 213 | Fortescue River  |                                  | durchfließt den Thirdiwandy Pool |
| Preston River                | 84,0    |         | 219 |     |                  |                                  | |
| Roderick River               | 160,0   |         | 474 | 283 | Murchison River  |                                  | durchfließt Kookannie Pool (393 m ü. M.), Kowkarrie Pool (387) und Wooleen Lake (285) |
| Roe River                    | 66,0    | 3.278   | 274 | 0   | Roe River        |                                  | |
| Salmond River                | 199,1   |         | 588 | 16  | Pentecost River  |                                  | |
| Sanford River                | 163,0   |         | 386 | 257 | Murchison River  |                                  | durchfließt den Charbanoo Pool (260 m ü. M.) |
| Scott River                  | 40,4    |         | 93  | 0   | Blackwood River  |                                  | |
| Serpentine River             | 111,0   |         | 313 | 0   | Serpentine River |                                  | Serpentine Falls durchfließt den Serpentine-See |
| Shannon River                |         |         |     |     |                  |                                  | |
| Shaw River                   | 554,0   | 6.510   | 510 | 24  | De Grey River    |                                  | durchfließt den Coondina Pool (303 m ü. M.) |
| Sleeman River                |         |         |     |     |                  |                                  | |
| Sophia River                 | 2,3     |         | 203 | 126 | Collie River     |                                  | |
| Southern River               | 8,2     |         | 30  | 15  | Swan River       |                                  | |
| Swan River                   | 69,8    |         | 29  | 0   | Swan River       |                                  | |
| Talga River                  | 128,0   |         | 325 | 118 | De Grey River    |                                  | |
| Telfer River                 | 24,3    |         | 214 | 169 | Ashburton River  |                                  | |
| Thirty-One River             | 39,5    |         | 337 | 259 | Gascoyne River   |                                  | |
| Thomas River                 | 127,0   |         | 463 | 294 | Gascoyne River   |                                  | durchfließt den Murrumburra Pool (329 m ü. M.) |
| Thomas River                 |         |         |     |     |                  |                                  | |
| Throssell River              | 48,4    |         | 516 | 199 | Fitzroy River    |                                  | |
| Tone River                   | 117,0   |         | 268 | 130 | Warren River     |                                  | |
| Traine River                 | 92,8    |         | 479 | 264 | Fitzroy River    |                                  | |
| Tweed River                  | 30,1    |         | 316 | 179 | Blackwood River  |                                  | |
| Ullinger River               | 37,3    |         | 511 | 382 | Pentecost River  |                                  | |
| Upper Panton River           | 46,6    |         | 511 | 339 | Ord River        |                                  | |
| Warren River                 | 134,0   | 4.409   | 140 | 0   | Warren River     |                                  | |
| Watery River                 | 75,9    |         | 525 | 343 | Fitzroy River    |                                  | |
| Weld River                   |         |         |     |     |                  |                                  | |
| Wellesley River              | 9,5     |         | 23  | 13  | Collie River     |                                  | |
| West Strelley River          | 120,0   |         | 129 | 30  | De Grey River    |                                  | |
| West Yule River              | 52,9    |         | 358 | 225 | Yule River       |                                  | |
| Wilgarup River               | 70,6    |         | 344 | 122 | Warren River     |                                  | |
| Williams River               | 88,5    |         | 323 | 184 | Murray River     |                                  | |
| Wilson River                 | 146,0   |         |     |     | Ord River        |                                  | durchfließt das Pelican Hole (402 m ü. M.) |
| Wilson River                 |         |         |     |     |                  |                                  | |
| Wood River                   | 83,3    |         | 467 | 358 | Pentecost River  |                                  | |
| Yalgar River                 | 149,0   |         | 474 | 80  | Murchison River  | -26.133333333333 118.58333333333 | durchfließt den Yalgar Pool |
| Yeeda River                  | 35,9    |         | 20  | 4   | Fitzroy River    | -17.4996 123.644586              | durchfließt Gnana Pool und Willare Pool |
| Yerraminnup River            | 36,7    |         | 281 | 166 | Warren River     | -34.052222222222 116.39694444444 | |
| Yilliminning River           | 19,9    |         | 328 | 293 | Blackwood River  | -32.909166666667 117.38972222222 | |
| Yule River                   | 396,0   | 8.430   | 451 | 0   | Yule River       | -21.977777777778 119.10111111111 | durchfließt den Mundabundenoona-, Kangan-, Mardagubiddina- und den Moolkamudda Pool |
| Yule River West Branch       | 67,9    |         | 39  | 0   | Yule River       | -20.6875 118.2875                | |